# Stereotypes
«Stereotypes» —en español: «Estereotipos»— es una canción de la banda británica de rock alternativo Blur y es la pista de apertura de su cuarto álbum de estudio, The Great Escape (1995). Fue lanzado el 20 de enero de 1995 como el tercer sencillo de ese álbum, ubicándose en el número siete en la UK Singles Chart. También se convirtió en un éxito menor en Australia, alcanzando el puesto 95 en la lista de sencillos de ARIA en junio de 1996. Los lados B del Reino Unido que lo acompañan, «The Man Who Left Himself», «Tame» y «Ludwig», demostraron un cambio dramático en el estilo de Blur, uno rígido y crudo, presagiando el cambio estilístico que se realizaría en su álbum homónimo de seguimiento.

## Video musical
El video musical, que fue dirigido por Matthew Longfellow, presenta imágenes en vivo. Mientras que la promoción de video en vivo anterior «End of a Century» fue en vivo con imagen y sonido, «Stereotypes» es simplemente metraje en vivo editado para adaptarse a la grabación de la pista del álbum.

## Lista de canciones
Toda la música fue compuesta por Damon Albarn, Graham Coxon, Alex James y Dave Rowntree. Todas las letras fueron compuestas por Albarn.
CD (Reino Unido y Australia)
1. "Stereotypes"
2. "The Man Who Left Himself"
3. "Tame"
4. "Ludwig"

Casete y 7" (Reino Unido)
1. "Stereotypes" – 3:11
2. "The Man Who Left Himself" – 3:21
3. "Tame" – 4:47

CD (Europa)
1. "Stereotypes" – 3:09
2. "The Horrors" – 3:17

CD (Italia)
1. "Stereotypes" – 3:09
2. "The Horrors" – 3:17
3. "A Song" – 1:45
4. "St. Louis" – 3:12

## Personal
- Damon Albarn -  voz principal, sintetizadores, órgano
- Graham Coxon - guitarra eléctrica, coros
- Alex James - bajo
- Dave Rowntree - batería

## Listas
| Lista (1996)               | Posición |
| -------------------------- | -------- |
| Australia (ARIA)           | 95       |
| Europe (Eurochart Hot 100) | 34       |
| 11                         | 11       |
| 7                          | 7        |